# Кубок Англии по футболу 1877/1878
Кубок Англии по футболу 1877/78 — 7-й розыгрыш старейшего футбольного турнира в мире, Переходящего кубка Футбольной ассоциации, более известного как Кубок Англии. На момент первой жеребьёвки розыгрыша Кубка в нём было заявлено 43 футбольных клуба.

## Первый раунд
| Домашняя команда    | Счёт   | Выездная команда  | Посещаемость | Дата            |
| ------------------- | ------ | ----------------- | ------------ | --------------- |
| Дарвен              | 3:0    | Манчестер         | 714          | 7 ноября 1877   |
| Грантем             | 0:2    | Клэпэм Роверс     | 650          | 27 октября 1877 |
| Рединг              | 2:0    | Саут Норвуд       | 700          | 7 ноября 1877   |
| Барнс               | т.п.   | Сент Маркс        |              |                 |
| Ройал Энджинирс     | т.п.   | Хайбери Юнион     |              |                 |
| Марлоу              | 2:0    | Хендон            |              | 3 ноября 1877   |
| Мейденхед           | 10:0   | Рединг Хорнетс    |              | 27 октября 1877 |
| Куинз Парк          | дальше |                   |              |                 |
| Аптон Парк          | 3:0    | Рочестер          |              | 7 ноября 1877   |
| Уондерерс           | 9:1    | Пантерс           |              | 7 ноября 1877   |
| Ферст Суррей Райфлз | 1:0    | Форест Скул       |              | 7 ноября 1877   |
| Оксфорд Юниверсити  | 5:2    | Хертс Рейнджерс   |              | 3 ноября 1877   |
| Хай Уиком           | 4:0    | Вуд Грейндж       |              | 27 октября 1877 |
| Пилгримс            | 0:0    | Рамблерс          |              | 3 ноября 1877   |
| Свифтс              | 3:2    | Лейтон            |              | 7 ноября 1877   |
| Кембридж Юниверсити | 3:1    | Саутхилл Парк     |              | 2 ноября 1877   |
| 105-й полк          | 0:2    | Олд Хэрроувианс   |              | 7 ноября 1877   |
| Друидс              | 1:0    | Шропшир Уондерерс |              | 12 ноября 1877  |
| Ноттс Каунти        | 1:1    | Шеффилд           |              | 3 ноября 1877   |
| Ремнантс            | 4:0    | Сент-Стивенс      |              | 7 ноября 1877   |
| Хокз                | 5:2    | Минерва           |              | 3 ноября 1877   |
| Олд Форестерс       | т.п.   | Олд Уайкхемистс   |              |                 |

### Переигровки
| Домашняя команда | Счёт | Выездная команда | Посещаемость | Дата           |
| ---------------- | ---- | ---------------- | ------------ | -------------- |
| Пилгримс         | 1:0  | Рамблерс         |              | 9 ноября 1877  |
| Шеффилд          | 3:0  | Ноттс Каунти     |              | 1 декабря 1877 |

## Второй раунд
| Домашняя команда    | Счёт | Выездная команда    | Посещаемость | Дата            |
| ------------------- | ---- | ------------------- | ------------ | --------------- |
| Шеффилд             | 1:0  | Дарвен              |              | 29 декабря 1877 |
| Барнс               | 3:1  | Марлоу              |              | 15 декабря 1877 |
| Ройал Энджинирс     | 6:0  | Пилгримс            |              | 8 декабря 1877  |
| Клэпем Роверс       | 4:0  | Свифтс              |              | 22 декабря 1877 |
| Аптон Парк          | 1:0  | Рединг              |              | 22 декабря 1877 |
| Оксфорд Юниверсити  | 1:0  | Олд Форестерс       |              | 15 декабря 1877 |
| Хай Уиком           | 0:9  | Уондерерс           |              | 15 декабря 1877 |
| Кембридж Юниверсити | 4:2  | Мейденхед           |              | 8 декабря 1877  |
| Друидс              | т.п. | Куинз Парк          |              |                 |
| Олд Хэрроувианс     | 6:0  | Ферст Суррей Райфлз |              | 22 декабря 1877 |
| Ремнантс            | 2:0  | Хокз                |              | 22 декабря 1877 |

## Третий раунд
| Домашняя команда   | Счёт   | Выездная команда    | Посещаемость | Дата           |
| ------------------ | ------ | ------------------- | ------------ | -------------- |
| Шеффилд            | дальше |                     |              |                |
| Ройал Энджинирс    | 8:0    | Друидс              |              | 30 января 1878 |
| Аптон Парк         | 3:0    | Ремнантс            |              | 19 января 1878 |
| Уондерерс          | 1:1    | Барнс               |              | 12 января 1878 |
| Оксфорд Юниверсити | 3:2    | Клэпем Роверс       |              | 2 февраля 1878 |
| Олд Хэрроувианс    | 2:2    | Кембридж Юниверсити |              | 2 февраля 1878 |

### Переигровки
| Домашняя команда | Счёт | Выездная команда    | Посещаемость | Дата            |
| ---------------- | ---- | ------------------- | ------------ | --------------- |
| Уондерерс        | 4:1  | Барнс               |              | 26 января 1878  |
| Олд Хэрроувианс  | 2:2  | Кембридж Юниверсити |              | 9 февраля 1878  |
| Олд Хэрроувианс  | 2:0  | Кембридж Юниверсити |              | 16 февраля 1878 |

## Четвёртый раунд
| Домашняя команда | Счёт | Выездная команда   | Посещаемость | Дата            |
| ---------------- | ---- | ------------------ | ------------ | --------------- |
| Ройал Энджинирс  | 3:3  | Оксфорд Юниверсити |              | 15 февраля 1878 |
| Уондерерс        | 3:0  | Шеффилд            |              | 16 февраля 1878 |
| Олд Хэрроувианс  | 3:1  | Аптон Парк         |              | 9 марта 1878    |

### Переигровки
| Домашняя команда | Счёт | Выездная команда   | Посещаемость | Дата            |
| ---------------- | ---- | ------------------ | ------------ | --------------- |
| Ройал Энджинирс  | 2:2  | Оксфорд Юниверсити |              | 27 февраля 1878 |
| Ройал Энджинирс  | 4:2  | Оксфорд Юниверсити |              | 12 марта 1878   |

## Полуфиналы
| Домашняя команда | Счёт   | Выездная команда | Посещаемость | Дата          |
| ---------------- | ------ | ---------------- | ------------ | ------------- |
| Ройал Энджинирс  | 2:1    | Олд Хэрроувианс  |              | 16 марта 1878 |
| Уондерерс        | дальше |                  |              |               |

## Финал
| Домашняя команда | Счёт | Выездная команда | Посещаемость | Дата          |
| ---------------- | ---- | ---------------- | ------------ | ------------- |
| Уондерерс        | 3:1  | Ройал Энджинирс  | 4500         | 23 марта 1878 |